# Magneto
Magneto, más néven Erik Magnus Lensherr egy kitalált szereplő a Marvel Comics képregényeiben. Megalkotói Stan Lee és Jack Kirby. Első megjelenése az X-Men első számában volt 1963 szeptemberében. 
A Magneto nevű mutáns titokban tartja élete történetét és valódi kilétét. Nem tudni milyen állam polgára, mi az anyanyelve, honnan és kiktől származik. Ismert adat mindazonáltal, hogy családjával Németországban élt a náci rezsim idején, és mindannyiukat elhurcolták az auschwitzi koncentrációs táborba, Lengyelországba. Magneto gyermekkorát lágerekben töltötte és családjából a tábor felszabadítása után az egyetlen életben maradt áldozata az eseményeknek. Mint zsidó Holokauszt túlélőt, tetteit az a cél hajtja, hogy megvédje a mutáns fajt egy hasonló sors elszenvedésétől. Magneto ellentmondásos szereplő; jellemzése az évek folyamán nagy változásokon ment keresztül bűnözőből a hősig, habár meg nem alkuvó harcosként gyakran nyúlt terrorista eszközökhöz.
Harcias tettei egyrészt népszerűtlenné tették őt, másrészt sok mutáns a megmentőjét látta benne. A képregényekben lefestett halála mártírrá tette, az arca a Marvel Univerzumban posztereken és pólókon szerepelt a frázissal: „Magnetónak igaza volt”- Che Guevara-hoz hasonlóan. Charles Xavier professzor Tehetséggondozó Iskolájának diákjai közül is sokan viselték tüntetően ezeket a jelképeket, mint állásfoglalást.
Szerepelt majdnem az összes X-Men animációs sorozatban és videójátékban, csakúgy mint a kapcsolódó mozifilmekben, ahol Sir Ian McKellen és Michael Fassbender alakította. A Wizard Magazine minden idők 17. legnagyobb gonosztevőjének választotta.

## Publikációs történet
Magneto debütálása 1963-ban történt azonos nevű csapatával együtt, mikor megkísérelte átvenni a hatalmat egy rakétabázis felett. Később alakította csak meg a hírhedt Gonosz Mutánsok Testvériségét, az X-Men #4-ben, amely rendszeresen szállt szembe az X-ekkel az első pár éven keresztül.
Első szóló szerepe egy egyrészes különleges kiadás volt; a Magneto: The Twisting of a Soul #0 (1993 szeptembere).

## A szereplő élettörténete

### Auschwitztól a Cape Citadel-ig
Magneto élete történetét titokban tartja. Mindazonáltal tudni lehet, hogy családjával Németországban élt a náci rezsim idején és valamennyiüket deportálták az auschwitzi koncentrációs táborba Lengyelországba. Gyermekkorát a lágerekben töltötte, ő volt az egyetlen a rokonai közül, aki túlélte ezeket az éveket. Az ekkor szerzett élményei mutatták meg, milyen embertelen tud lenni a többség a különbözőnek tartott kisebbséggel szemben.
Különösen élénken emlékezett erre, mikor ráébredt mutáns képességeire. Noha ezek általában már kamaszkorban megjelennek, Magneto esetében – a lágerben átélt szenvedéseknek köszönhetően – azokban az években nem fejlődtek ki teljesen.
Auschwitzban volt, mikor a szovjetek felszabadították a tábort, de sok más rabhoz hasonlóan ő sem térhetett vissza a hazájába. 
Az elkövetkező pár évet azzal töltötte, hogy utat keresett a vasfüggönyön túlra. Ekkor vette feleségül Magdát, aki hamarosan lánygyermeket szült neki. Vinnicja szovjet városban éldegéltek, mikor egy alkalommal munkaadójával összekaptak a bérezésen és Magneto tudat alatt használva erejét, megemelt egy fém emelőrudat és megfenyegette vele. A férfi rémületében a teljes összeget kifizette. Ez alatt azonban kigyulladt a fogadó, ahol szállást vett családjával. Bevetve hatalmát kimentette a feleségét, ám az időközben kiérkező rendőrök megakadályozták, hogy visszamenjen a lányáért is.
Magneto bevetette erejét Magda előtt, hogy megvédje őt és bosszút álljon a lányáért. Feleségét azonban elrettentette hatalma és az a kijelentése, hogy erejét a világ meghódítására akarja használni ezért elhagyta anélkül, hogy elmondta volna neki: ismét állapotos. Hónapokkal később a Wundragore hegyen, az Evolúció Mesterének citadellájában ikreket hozott a világra, Wandát és Pietrót, majd otthagyta őket mert félt, hogy Magneto tudomást szerez a létezésükről. Az ikreket Django Maximoff fogadta örökbe.
Férje egy idő után felhagyott Magda keresésével. Az újjáalakult Izraelbe ment, és „Magnus” néven önkéntes ápolóként dolgozott egy pszichiátriai klinikán Haifa közelében, ahol a koncentrációs táborok számos áldozatát kezelték. Itt barátkozott össze Charles Xavier-rel, aki többek között egy Gabrielle Haller nevű fiatal nőt kezelt.
Együtt akadályozták meg báró Wolfgang Struckert és a HYDRA nevű bűnszövetkezet ügynökeit, hogy megszerezzenek egy jelentős aranykészletet, amit a nácik rejtettek el. Képességei segítségével Magneto az aranyat ismeretlen helyen rejtette el, hogy a későbbiekben megfelelő tőkéje legyen saját világuralmi terveinek.
Egyelőre nem tudni mi történt Magnetóval a következő években. Minden bizonnyal intenzív önképző programot dolgozott ki, és elmélyült azokban a tudományágakban, amelyekben való jártasságának a későbbiek során bizonyságát adta. Eközben Xavier miután megbénult, létrehozta az X csoportot, éveket töltött visszavonultan részben azért, hogy szembeszálljon az emberiséget fenyegető mutánsokkal és a mutáns előítéletekkel. Ekkorra Magneto arra a következtetésre jutott, hogy az emberfeletti képességekkel rendelkező mutánsok számára az egyetlen lehetőség, hogy megmeneküljenek az üldözéstől, az emberiség leigázása.
Magneto, immár ezen a néven és jellegzetes ruhájába öltözve először a Cape Citadelen levő amerikai rakétabázison csapott össze az X-Mennel.

### Világuralmi törekvések
Ezután az általa létrehozott Gonosz Mutánsok testvériségével elfoglalta az aprócska Dél-Amerikai államot San-Marcót. Érdekes módon Wanda és Pietro is a Testvériség tagjai között voltak Higanyszál és Skarlát Boszorkány néven. Évek teltek el, mire Magneto megtudta, hogy mindketten az ő gyermekei.
Hódító terveit az X-ek ismét meghiúsították. Magneto egy napon számára kincseket érő tudományos feljegyzéseket talált. (Valójában a genetikus géniusz Maelström jóvoltából.) Ezek segítségével szintetikus humanoidot hozott létre, akinek Alfa, az Utolsó Mutáns nevet adta. Alfa fellázadt alkotója ellen és gyermekké változtatta.
Xavier professzor a csecsemőt a Muir-szigetre vitte kolléganőjéhez Moira MacTaggerthez.
Itt talált rá és a saját érdekeit szolgálva fejlesztette vissza a felnőttkorba a siár ügynök Shakari, aki akkoriban a Vörös Erik álnév mögé rejtőzött.
Shakari, azon kívül, hogy fiatalabbá tette Magnetót, mint volt a gyermekké változása előtt, különleges képességeit is a maximumra emelte. Ennek eredményeképp Magneto úgy döntött a továbbiakban nincs szüksége a Testvériségre sem s egyedül kezdett dolgozni. Ezután még néhány alkalommal összecsapott a második generációs X-Mennel. Hódító törekvéseinek utolsó kísérleteként Magneto megfenyegette a világ vezető országait, hogy földrengések és vulkánkitörések gerjesztésével pusztítja el őket. Magneto híres ultimátuma Kínától az Amerikai Egyesült Államokig minden államfőhöz eljutott és számtalan video és hangfelvétel készült róla.
…Népemet, a mutánsokat, és engem önök konok gyűlölettel üldöznek, tűzzel-vassal írtják, legyilkolják az ártatlanokat. (…) Önök kiirthatják egymást ha ez a legfőbb szándékuk. Minthogy azonban a nukleáris világégésnek az én népem is áldozatául esne, (…) utasítom a világ kormányait, hogy (…) nukleáris és hagyományos fegyverzetüket haladék nélkül szereljék le és minden hatalmat önként helyezzenek az én kezembe. Bármely nemzet legyen is, amely ostobaságában szembeszegül akaratommal, a végső pusztulást hozza magára.
Mikor az oroszok ellenálltak, és rakétát lőttek ki Magneto szigetére, aki a bázisát megtámadó szovjet tengeralattjárót, a Leningrádot legénységével egyetemben megsemmisítette és megtorlásul a földdel tette egyenlővé Varikino városát. Varikino lakossága megmenekült, Magneto megkímélte őket. Mindenki tisztában volt azonban az üzenet lényegével: a legközelebbi megtorlás már sokak életébe fog kerülni. Az X-ek meghiúsították Magneto tervét, de a gaztetteket már nem lehetett meg nem történtté tenni, mint ahogyan azt sem, hogy az emberiség a magukról egyre többet hallató mutánsokat -jókat és rosszakat egyaránt- Magnetóval azonosítsa. Azzal a Magnetóval, akit éppen ebben a csatában döbbentett rá a kis Kitty Pryde életveszélyes sérülése: a cél talán mégsem mindig és nem minden eszközt szentesít.
Mint fiú hittem. Mint fiú fordítottam hátat Istennek mindörökre. Ölj meg ha kívánod széllovas. Nem fogok ellenállni.

### Szövetségben az X-Mennel
Ezután az első Titkos Háborúban korábbi ellenségei: az X-Men és Xavier szövetségese lett. Az idegen környezetben összezárva rövid viszony alakult ki közte és a Darázs nevű szuperhős között.
Visszatérését követve egy fiatal és nem mutáns nő Aletys Forrester egy ízben megmentette Magneto életét, és egymásba szerettek. Xavier ekkor kereste fel Magnetót, hogy legyen a segítségére a junior csapatának, az Új Mutánsoknak a Túlontúli elleni hadjáratban, amikor az idegen lény először érkezett a Földre.
Az X-ek között nem volt teljes az egyetértés, hogy megbízhatnak e benne, de mindezek az események hozzájárultak, hogy Magneto az emberiséghez való viszonya megváltozzék. 
Fura, hogy most jófiú lett… Persze, bagoly mondja verébnek.
Az én időmben Magneto a barátunk volt, igazi hős! Átvette a professzor helyét miután..
Majd kiderül idővel.. mint minden. Én is megváltoztam, te is, Ororo és Vadóc is… Miért pont ő lenne kivétel? (…) Az ösztönöm azt súgja, Magnetóval nem lesz bajunk
A mutánsgyűlölet azonban nem csökkent. A párbeszédek forrásául szolgáló X-Men történetben  a New York-i Columbia egyetemen merényletet kísérelnek meg tulajdon diákjai Charles Xavier ellen, aki ott adott elő kísérleti pszichológiát. A cselekmény célpontjává azonban véletlenül nem Xavier, hanem a másik telepata: az időutazó Rachel Summers vált. Ray túlélte, de a rámért sokk hatása alatt felfedte magáról, hogy a saját idejében maga is mutánsokra vadászott. Mivel féltett titkára fény derült, dühében ki akarta végezni az elkövető embereket. Pont Magneto volt aki védhetetlen érveléssel ébresztette rá a bosszúért lihegő Rachelt, hogy a gyilkos maga is áldozat.
Egykor én is ezt gondoltam, és lásd mire jutottam… az egész világ rám vadászik. A nevem egyet jelent a gonosszal. Gyermekeim megtagadtak. Mindenki fél és gyűlöl engem. (…) Taposd el, hiszen megteheted.. mészárold le kegyetlenül, ahogy ők tennék teveled… had lássák, hogy te sem vagy jobb náluk.. szemet szemért, fogat fogért, életet életért. Mire vársz Rachel? Tedd meg! Had legyen nekik igazuk!

### Magneto a bíróság előtt
Magneto közvetlen ezután bíróság elé állt saját akaratából. A Nemzeti Holocaust Bizottság rendkívüli rendezvényén ahová a zsidó származású Kitty Pryde-ot kísérte el rajtuk ütött Rejtély, a Szabad Erő vezetője (valaha ez volt, a maga Magneto által alapított Gonosz Mutánsok Testvérisége) az Egyesült Államok kormányának utasításából, akik Magnetóért cserébe bűnbocsánatot kaptak. Kitty segítségül hívta az X-Ment akik legyőzték a Szabad Erőt, de Magneto saját és minden más mutáns érdekében úgy döntött szembefordul a vádlóival és a saját sorsával. Önszántából engedte, hogy letartóztassák.
A pert tudósította a világsajtó, a riporterek között volt az X-Men történetekben visszatérően felbukkanó statisztaszereplő: Neal Conan.
A Hágai Nemzetközi Bíróság az ügy hordereje miatt áthelyezte a helyszínt Hollandiából Párizsba. Esküdtszék nem volt. az öt bírót az ENSZ nemzetközi tanácsának öt állandó tagja adta: Franciaország, Nagy-Britannia, a Kínai Népköztársaság, a Szovjetunió és az Amerikai Egyesült Államok. A vádat az angol főügyész: Sir James Jaspers képviselte. A védő Izrael akkori londoni nagykövete: Ms. Gabrielle Haller, akinek Charles Xavier segédkezett, mint mutánsügyi szakértő. A város felbolydult, minden napra jutott egy demonstráció, akik többségükben Magnetó elítélését követelték. A helyzetet bonyolította, hogy ismeretlenek terrorista jellegű akciókat hajtottak végre egy szovjet és egy NATO bázis ellen, majd a városban tűntek fel, tetteiket az X-Mennel hozták kapcsolatba. Xavier utasítására az X-ek Párizsba jöttek, hogy megtalálják a valódi bűnösöket.
Eközben Gabrielle indítványára a bíróság elfogadta, hogy csak a Magneto „feltámadása” utáni bűntetteivel foglalkozzon. A döntést nagy felháborodás kísérte, Gabriellt is megvádolták, hogy „zsidó létére népe ellen beszél”. Sir Jaspers ezt követően tanúként idézte Gregorij Mihajlovics Szuvorov tengernagyot, a Szovjet Haditengerészet Tengeralatti Rakétaerejének Főparancsnokát, aki a Leningrád tengeralattjáró elleni cselekedettel kapcsolatban kérdeztek.
A per azonban félbeszakadt, mikor a titokzatos felforgatók: Wolfgang von Strucker báró ikergyermekei, a mutáns Fenris, betörtek a tárgyalóterembe, hogy a saját kezükbe vegyék az ítélkezést.
A következő káoszban megsérült a Szajna felőli fal és a folyó bezúdult, magával sodorta Magnetót, Charlest és a Fenrist. Magneto és Xavier egy parkban talált kiutat, az ikreknek nyomuk veszett. A professzor régebbi sérülései és a viharos események miatt életveszélyes állapotba került. Arra kérte Magnetót, hogy viselje gondját az X-eknek valamint vegye át a tehetséges ifjak számára fenntartott iskola irányítását. Xavier úgy érvelt, amennyiben ezt Magneto megteszi, megváltja a múltbeli bűneit.
Magneto igent mondott, Xaviert pedig kedvese, Lilandra siár hercegnő és Kalóz a Csillagjárók vezetője magukkal vitték, hogy meggyógyítsák.
Magneto nem tért vissza a tárgyalóterembe, azóta is mint köztörvényes bűnözőt keresik szerte a világon. Xavier segítségével  Magneto új személyazonosság mögé rejtőzött, mint Michael Xavier, X professzor unokatestvére. Ezen a néven vezette Xavier iskoláját.

## Ismert különleges képességei
Magneto mutáns, aki képes ellenőrzése alá vonni a mágnesességet. Egyformán képes manipulálni a természetes és a mesterséges mágneses tereket. Nem tudni azonban, hogy mágneses erejét a környezetből vonja ki (ha igen, ezt nagy távolságból is képes megtenni), vagy saját maga is tud mágnesen mezőt gerjeszteni. Az sem világos, hogy Magnetonak ez a képessége pszichikai, vagy fiziológiai jellegű.
Magneto ereje a gyakorlatban mindenre elég. Még gyermekké változása előtt történt, hogy 5 méter magasra emelt egy harmincezer tonnás teherszállító hajót. Ezen kívül Magneto egyidejűleg több irányban is képes használni erejét. Képességei segítségével másodpercek alatt összeállít bármilyen bonyolult szerkezetet. Képes gyakorlatilag áthatolhatatlan mágneses teret gerjeszteni maga körül. Noha magnetikus erejét rendszerint karmozdulatok kíséretében használja teljes mozdulatlanságban is képes azt maximálisan kiaknázni.
Magneto ereje elsősorban a mágnesesség, mindamellett úgy tűnik kisebb mértékben bármilyen energia gerjesztésére és irányítására képes, amelynek természetes rokon a mágnesességgel. A hő, illetve az infravörös sugárzás egyaránt  az elektromágneses spektrum részei, akárcsak a látható fény, a rádióhullámok, az ibolyántúli fény, a röntgensugarak- és Magneto valamennyit képes használni. Ennek ellenére Magneto szinte mindig a mágnesességet használja, valószínűleg az erő más formáinak alkalmazása nagyobb erőfeszítést kíván meg tőle.
A korábbi éveiben Magneto mutatott bizonyos asztrális és telepatikus tulajdonságokat is és arra törekedett, hogy be tudjon hatolni mások gondolataiba. Képességei ezen a téren minimálisak, legfeljebb arra elegendők, hogy megakadályozzák egy erősebb akarat behatolási kísérleteit.
Hogy Magneto milyen hatásfokon tudja alkalmazni szuperképességeit nagyban függ fizikai állapotától. Ha súlyosan megsérül, a teste nem tudja elviselni a nagy erősségű mágneses terek irányításával járó terhelést.

### Egyéb jártasságai
Magneto a genetikai manipuláció és a klónozás szakértője, tudása messze meghaladja a tudomány jelenlegi szintjét.
Képes közönséges embereket szuperképességekkel felruházni, emberi testeket klónozni és fejlődésük alatt alakítani génszerkezetüket.
Maelström feljegyzéseiből elsajátította a szintetikus lény előállításának mesterségét.
A technika egyéb területein is mesterfokot ért el, például épített már mágnesmeghajtású repülőt, űrhajót. Ezzel szemben a közelharcban csak felületes ismeretekkel rendelkezik.

## Fegyverzete
Magneto elsősorban saját erejére hagyatkozik, bár esetenként használ maga tervezte mágnesvezérlésű eszközöket is. Ilyen volt az a szerkezet, amely nagy távolságból földrengéseket és vulkánkitöréseket gerjeszt.
Régebben használt elektromos nyilat, valamint gerjesztett már akkora hőt, amely elegendő volt egy páncélajtó megsemmisítéséhez. Voltak mechanikus szerkezetei, hogy erejét fokozza, de mióta gyermekké fiatalodott vissza és még erősebb felnőtté változott, ezek feleslegesekké váltak.